# 前政務司官邸

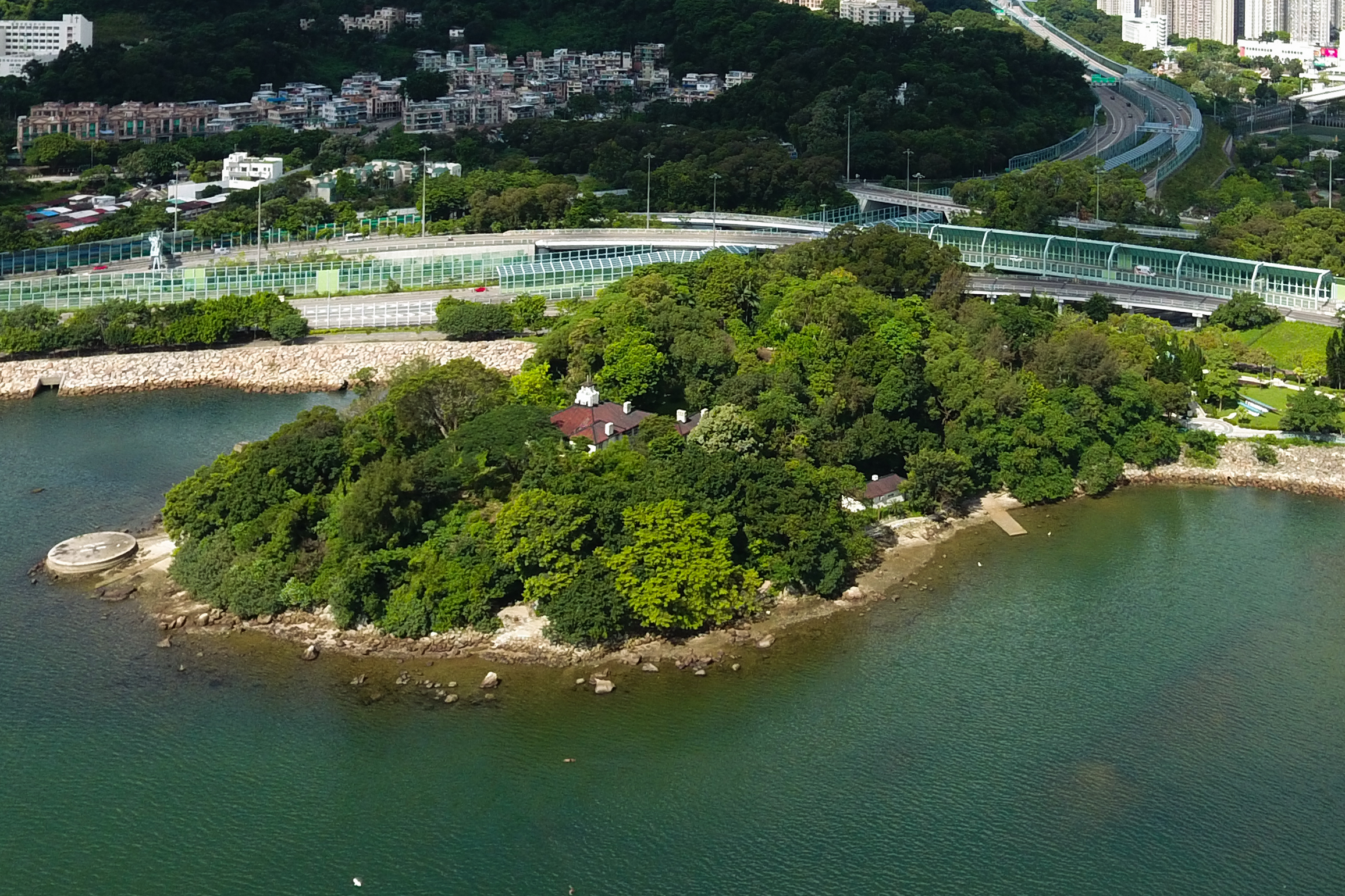
前政務司官邸

前政務司官邸（英語：Island House）位於香港新界大埔元洲仔，已列入香港法定古蹟，現為世界自然基金會香港分會元洲仔自然環境保護研究中心所在地。:16

## 歷史
1899年英國租借得新界後，決定以大埔作為新界行政中心，所以當時的香港政府於元洲仔興建新界理民官官邸，並於1906年落成:16。由於當時的元洲仔只是吐露港中的一個小島，與內陸只有一條基堤相連:16，所以也設有一座碼頭。1949年，該建築物改為新界政務司官邸，曾經有15位政務司入住:16。1970年代起大埔發展成新市鎮，進行大規模填海工程，使元洲仔與內陸相連。1982年，該建築物被列入香港法定古蹟:16。自1985年升任為香港布政司的鍾逸傑搬出後，政府便停止將該建築物用作官邸。1986年，該建築物交由世界自然基金會香港分會，發展成自然環境保護研究中心:16。

## 特色
前政務司官邸是典型傳統英國殖民地式建築。整座建築以紅色石灰和紅磚砌成，樓高兩層，並建有游廊。另一個主要特色，就是屋頂設有一座燈塔，早年於晚上為吐露港行駛的船隻引航。

## 外部連結
1. 1 2 3 4 5 6  , 發展局文物保育專員辦事處, 2018-05

- 康樂及文化事務署 - 前政務司官邸 （页面存档备份，存于）